# 십이동파도
십이동파도(十二東波島)는 전북특별자치도 군산시 옥도면 연도리에 속하는 군도로, 12개의 섬으로 이루어져 있다. 옥도면 연도로부터 남서쪽으로 21 km, 옥도면 말도로부터 북서쪽으로 17 km 떨어져 있다.
1960년대까지는 사람이 살았으나 현재는 무인도가 되어 있다. 인근 주민들에 의해서는 '동바루', '동마루', '동발' 등으로도 불렸다. 과거부터 해저 유물 신고가 있었으므로 2003년부터 탐사가 이루어져, 고려시대에 침몰한 것으로 추정되는 선체와 청자 도자기 등 해저 유물이 발견되었다.

## 특정도서
육지로부터 멀리 떨어진 섬들에 다양한 생물 자원이 있어, 「독도 등 도서지역의 생태계보전에 관한 특별법」에 의거하여 십이동파도1 · 십이동파도2 · 십이동파도4 · 십이동파도9가 특정도서로 지정되어 관리되고 있다. 십이동파도4에는 등대가 설치되어 있다.